# Camarão-cavalo
O camarão-cavalo (nome científico: Atya scabra) é uma espécie de artrópode de água doce migrante da família dos atiídeos (Atyidae). Pode atingir um comprimento de cerca de 89 milímetros (3,5 polegadas) em machos, enquanto as fêmeas são geralmente menores, atingindo cerca de 64 milímetros (2,5 polegadas). Vive em fundos rochosos em rios ligados ao Oceano Atlântico. É comumente utilizada como isca na pesca comercial, principalmente nas regiões norte do Brasil. Para manter populações estáveis, foi proposto um período sem coleta de maio a agosto e um comprimento mínimo de coleta de 70 milímetros.

## Distribuição
Atya scabra é endêmica de Angola, Brasil (nos estados da Bahia, Ceará, Espírito Santo, Pernambuco, Rio de Janeiro, Rio Grande do Norte, Rio Grande do Sul, Santa Catarina e São Paulo), Cabo Verde, Colômbia, República do Congo, República Democrática do Congo, Costa Rica, Cuba, Curaçao, Dominica, República Dominicana, Guadalupe, Guiné Equatorial, Gabão, Granada, Guatemala, Haiti, Honduras, Jamaica, Libéria, Martinica, México (nos estados de Veracruz, Chiapas, Hidalgo, Oaxaca, Puebla, Tabasco e Tamaulipas), Monserrate, Nicarágua, Panamá, Porto Rico, São Cristóvão e Neves, Santa Lúcia, São Tomé e Príncipe, Trindade e Tobago e Venezuela.

## Conservação
No Brasil, a espécie foi listada, em 2005, como vulnerável na Lista de Espécies da Fauna Ameaçadas do Espírito Santo; e em 2018, como quase ameaçada na Lista Vermelha do Livro Vermelho da Fauna Brasileira Ameaçada de Extinção do Instituto Chico Mendes de Conservação da Biodiversidade (ICMBio) e vulnerável na Lista das Espécies da Fauna Ameaçadas de Extinção no Estado do Rio de Janeiro.